# Брацлавщина (УНР)
Брацлавщина — земля Української Народної Республіки. Адміністративно-територіальна одиниця найвищого рівня. Земський центр — місто Вінниця. Заснована 6 березня 1918 року згідно з Законом УНР «Про адміністративно-територіальний поділ України», що був ухвалений Українською Центральною Радою. Скасована 29 квітня 1918 року гетьманом України Павлом Скоропадським, що повернув старий губернський поділ часів Російської імперії.

## Опис
До землі мали увійти Вінницький повіт, Брацлавський повіт, частини Літинського, Могилівського, Ямпільського повітів Подільської губернії та частина Липовецького повіту Київської губернії.